# Dragovšek
Dragovšek is een plaats in Slovenië en maakt deel uit van de gemeente Šmartno pri Litiji in de NUTS-3-regio Osrednjeslovenska. De plaats telde 64 inwoners op 1 januari 2020.